# Croix de la Roussarie
Pour les articles homonymes, voir Roussarie.
La croix de la Roussarie est une croix située à Curières, en France.

## Localisation
La croix est située sur la commune de Curières, dans le département français de l'Aveyron.

## Historique
L'édifice est classé au titre des monuments historiques en 1928.